# 中国微量元素科学研究会
中国微量元素科学研究会是中华人民共和国微量元素科技工作者组成的群众性学术团体，是中国科学技术协会主管的社会团体，1984年成立。